# Колодко, Николай Алексеевич
Николай Алексеевич Колодко (1923—1944) — старший лейтенант Рабоче-крестьянской Красной Армии, участник Великой Отечественной войны, Герой Советского Союза (1945).

## Биография
Николай Колодко родился 16 сентября 1923 года в посёлке Шостка (ныне — город в Сумской области Украины). Окончил девять классов школы и аэроклуб, после чего работал на аэродроме. В августе 1942 года Колодко был призван на службу в Рабоче-крестьянскую Красную Армию. В том же году он окончил Сретенское пехотное училище. С декабря 1942 года — на фронтах Великой Отечественной войны. Принимал участие в боях на Брянском и 1-м Белорусском фронтах. К июню 1944 года старший лейтенант Николай Колодко был заместителем командира батальона 518-го стрелкового полка 129-й стрелковой дивизии 3-й армии 1-го Белорусского фронта. Отличился во время освобождения Могилёвской области Белорусской ССР.
28 июня 1944 года рота, которую возглавлял Колодко, захватила переправу через Березину, а затем, переправившись на западный берег, освободила деревню Щатково Бобруйского района Могилёвской области. 29 июня батальон Колодко отразил ряд вражеских контратак, уничтожив в общей сложности около 300 вражеских солдат и офицеров. В том бою Колодко погиб. Похоронен в братской могиле на кладбище деревни Щатково.
Указом Президиума Верховного Совета СССР от 24 марта 1945 года за «мужество и отвагу, проявленные в боях с врагом при форсировании Березины» старший лейтенант Николай Колодко посмертно был удостоен высокого звания Героя Советского Союза. Также был награждён орденами Ленина и Красной Звезды.
В честь Колодко названа школа в Шостке.